# 联合国韩国问题临时委员会
联合国韩国问题临时委员会 (UNTCOK) 是一个联合国下属机构，主要负责监督1948年5月在美控韩国举行的民主选举。该委员会最初由九个国家组成。此外，由澳大利亚、加拿大和叙利亚为首的几个国家皆抵制美国在韩国举行单独选举的计划。这一立场与韩国温和派金九和金圭植一致。
在苏联控制的北朝鲜，该机构不被承认。苏联认为该委员会将违反1945年的莫斯科會議宣言。苏联还辩称，它违反了《联合国宪章》第32条和第107条。第32条要求与争端双方协商，但来自朝鲜和韩国的代表却从未在联合国发言。此外，第107条否认联合国对战后事务的管辖权。 